# Joe Lewis (football)
Pour les articles homonymes, voir Joe Lewis (homonymie) et Lewis.
Joseph Peter Lewis, né le 6 octobre 1987 à Broome, est un footballeur anglais. Il joue au poste de gardien de but.
Après avoir été formé à Norwich City, il évolue quatre ans avec Peterborough avant d'être recruté par Cardiff City puis Aberdeen.
Entre 2008 et 2009, il joue cinq fois sous le maillot de l'équipe d'Angleterre espoirs de football.

## Carrière

### En club

#### Peterborough United
Le 8 janvier 2008, Joe Lewis est recruté par Peterborough United, alors en League Two (4e division anglaise) pour une durée de 4 ans et demi. Le transfert du jeune gardien de but (20 ans) constitue alors un record pour Peterborough qui dépense 400 000 £ pour son transfert. Il fait ses débuts en championnat quatre jours plus tard en recevant avec son club l'équipe de Macclesfield Town qui s'impose 0-1.
À la fin de la saison 2011-2012, son contrat n'est pas renouvelé et il est libéré par son club.

#### Cardiff City
Quelques jours plus tard, il signe un contrat à Cardiff City où il devient le deuxième gardien du club après David Marshall. Dès sa signature, il indique toutefois son intention de se battre pour devenir titulaire dans l'équipe. Il joue son premier match officiel sous ses nouvelles couleurs le 14 août 2012 à l'occasion d'une rencontre de Coupe de la Ligue opposant Cardiff City à Northampton Town, club de quatrième division.
Le 5 août 2014, il est prêté pour une saison à Blackpool.
Le 24 août 2014, il est prêté à Fulham.

#### Aberdeen FC
Le 15 juin 2016, il est transféré gratuitement en Écosse, à Aberdeen.
Avec le club d'Aberdeen, il participe à la Ligue Europa.

### En sélection
Joe Lewis joue cinq fois en équipe d'Angleterre espoirs de football de 2008 à 2009. Il est appelé pour la première fois dans cette sélection le 31 janvier 2008, mais sa première sélection n'a lieu que le 15 mai 2008 lors du match amical pays de Galles-Angleterre (0-2), Lewis jouant la seconde période du match.

## Palmarès
Angleterre espoirs
- Championnat d'Europe espoirs
  - Finaliste : 2009

 Aberdeen
- Coupe de la Ligue écossaise
  - Finaliste : 2016 et 2018
- Coupe d'Écosse
  - Finaliste en 2017.

### Distinctions personnelles
- Membre de l'équipe-type de Scottish Premier League en 2017

## Statistiques détaillées
Les statistiques ci-dessous débutent à la signature en prêt de Lewis à Stockport County.

| Saison                | Club                  | Championnat               | Championnat | Championnat | Coupe(s) nationale(s) | Coupe(s) nationale(s) | Total | Total |
| Saison                | Club                  | Division                  | M.          | B.          | M.                    | B.                    | M.    | B.    |
| 2006 - 2007           | Stockport County      | League Two (D4)           | 5           | 0           | -                     | -                     | 5     | 0     |
| Sous-total            | Sous-total            | Sous-total                | 5           | 0           | 0                     | 0                     | 5     | 0     |
| 2007 - 2008           | Morecambe             | League Two (D4)           | 19          | 0           | 3                     | 0                     | 22    | 0     |
| Sous-total            | Sous-total            | Sous-total                | 19          | 0           | 3                     | 0                     | 22    | 0     |
| 2007 - 2008           | Peterborough United   | League Two (D4)           | 22          | 0           | 1                     | 0                     | 23    | 0     |
| 2008 - 2009           | Peterborough United   | League One (D3)           | 46          | 0           | 7                     | 0                     | 53    | 0     |
| 2009 - 2010           | Peterborough United   | Championship (D2)         | 43          | 0           | 5                     | 0                     | 48    | 0     |
| 2010 - 2011           | Peterborough United   | League One (D3)           | 45          | 0           | 9                     | 0                     | 54    | 0     |
| 2011 - 2012           | Peterborough United   | Championship (D2)         | 11          | 0           | 1                     | 0                     | 12    | 0     |
| Sous-total            | Sous-total            | Sous-total                | 168         | 0           | 22                    | 0                     | 190   | 0     |
| 2012 - 2013           | Cardiff City          | Championship (D2)         | 0           | 0           | 2                     | 0                     | 2     | 0     |
| 2013 - 2014           | Cardiff City          | Premier League (D1)       | 1           | 0           | 2                     | 0                     | 3     | 0     |
| Sous-total            | Sous-total            | Sous-total                | 1           | 0           | 4                     | 0                     | 5     | 0     |
| 2014 - 2015           | Blackpool FC          | Championship (D2)         | 34          | 0           | 2                     | 0                     | 36    | 0     |
| Sous-total            | Sous-total            | Sous-total                | 34          | 0           | 2                     | 0                     | 36    | 0     |
| 2015 - 2016           | Fulham FC             | Championship (D2)         | 8           | 0           | 1                     | 0                     | 9     | 0     |
| Sous-total            | Sous-total            | Sous-total                | 8           | 0           | 1                     | 0                     | 9     | 0     |
| 2016 - 2017           | Aberdeen FC           | Scottish Premiership (D1) | 0           | 0           | 0                     | 0                     | 0     | 0     |
| Sous-total            | Sous-total            | Sous-total                | 0           | 0           | 0                     | 0                     | 0     | 0     |
| Total sur la carrière | Total sur la carrière | Total sur la carrière     | 234         | 0           | 33                    | 0                     | 267   | 0     |